# Michael Rogers (Aktivist)

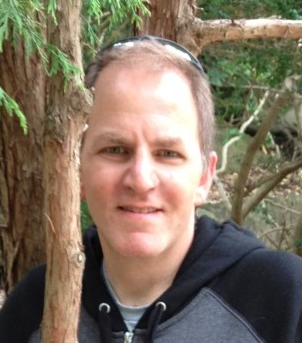
Michael Rogers

Mike Rogers (* 1964) ist ein Fundraiser, Blogger und Aktivist für die Rechte homosexueller Menschen aus den Vereinigten Staaten. Er lebt in Washington, D.C. und outet bigotte Politiker, welche sich gegen die Gleichberechtigung von Schwulen und Lesben stellen, selbst aber geheime gleichgeschlechtliche Beziehungen pflegen.
Rogers wuchs in New York City und hatte sein Coming-out als Student und lebt seit 1986 offen schwul.
Seine Karriere im Bereich des Fundraising (Mittelbeschaffung) begann er 1988 bei Communicating The Future, einer Kapitalbeschaffungskampagne einer Rundfunkgesellschaft mit vier Sendern. Im Sender arbeitete er auch zusammen mit der Programmabteilung an einer fünfteiligen Fernsehserie um den ersten Gay-Pride-Monat der Stadt zu feiern.
Danach arbeitete er als Development Coordinator im Hetrick-Martin Institute und an dessen Harvey Milk High School. Dort entwickelte er deren erste Spendenkampagnen, leitete zwei Filmpremieren, startete ein Direktmailing-Programm, erweiterte die jährlichen Preisverleihungen und schrieb das erste „corporate solicitation grants“. Von 1992 bis 1996 leitete Rogers die Projekte und das Fundraising des Funding Exchange, einem Netzwerk von 15 in der Lesben- und Schwulenbewegung beheimateten Stiftungen, welche den sozialen Wandel unterstützen. Im Jahre 1996 übersiedelte er nach Washington, D.C. und wurde Entwicklungsleiter bei der National Gay and Lesbian Task Force, Amerikas ältester noch bestehender Organisation, die für LGBT-Rechte eintritt. Zusätzlich zu seiner dortigen Arbeit leitete er das Marketing, Fundraising und Sponsoring des Gala Choruses Festival 2000, einer achttägigen Veranstaltung mit 5.500 Sängern aus 200 Chören. Bei Greenpeace betreute er die Gruppe der Großspender, welche 5.000 Dollar oder mehr spendeten.
Menschenrechtsaktivist ist er seit Mitte der 1980er, als er in Kampagnen involviert war, welche die Trennung von Südafrika als Taktik befürworteten, um eine Ende der Apartheid herbeizuführen. Zeitweise war er auch Aktivist der Organisationen Act Up, Queer Nation und Lambda Independent Democrats. Zurzeit engagiert er sich auch in der Nachbarschaftshilfe und als „Tenant Organizer“.
Im Internet betreibt Rogers die LGBT-Nachrichtenseite PageOneQ und des BlogACTIVE. Weiters ist er Mitbegründer der Initiative Proud Of Who We Are und des Netzwerkes Gay Politics Blogads, welches sich unter anderem gemeinsam um Werbeeinnahmen bemüht.
BlogACTIVE verzeichnet nach eigenen Angaben durchschnittlich 3000 bis 4000 Zugriffe pro Tag und bei einem neuen Skandal in den Medien werden es bis zu 100.000 Zugriffe täglich. Auf der linken Seite sind alle schon geouteten Personen gelistet. Die Webseite ist werbefinanziert, aber nicht profitabel.
Der Auslöser, dieses Blog zu beginnen, liegt im Juni 2004, als der damals republikanisch dominierte Senat über eine Verfassungsänderung nachdachte, nach der die Homo-Ehe landesweit verboten würde, um so die christliche Parteibasis zu mobilisieren. Rogers fand dies unakzeptabel und so begann er Flugblätter zu verteilen und eine Anzeige auf Gay.com zu schalten, worin er um anonyme Hinweise auf schwule Republikaner bat. Die Rückmeldungen waren sehr zahlreich und Rogers verifizierte jeweils die Hinweise. Die erste Veröffentlichung betraf den Abgeordneten Ed Schrock und enthielt Audio-Dateien mit Anrufen bei einem Sex-Telefondienst. Zwei Wochen später gab der Mann seinen Wahlkampf auf.
Seine Informationen veröffentlicht er nach Verifizierung und sobald er ein gutes Gefühl dabei hat. Er ist sich auch dessen bewusst, dass eine Falschmeldung seine Glaubwürdigkeit nachhaltig erschüttern würde und damit kontraproduktiv wäre. Es ist ihm egal, ob ein Politiker schwul ist und er hasst es Personen zu outen, findet es aber notwendig. Den Ausdruck Outing findet Rogers eher negativ, da es für ihn die wahllose Veröffentlichung der sexuellen Orientierung von berühmten Menschen, wie zum Beispiel Schauspielern, bedeutet. Rogers bevorzugt Reporting als Bezeichnung seiner Arbeit; er erstatte nur Bericht über „Politiker, die Schwulen das Leben schwer machen und dabei selbst schwul sind.“ Bis September 2007 hat er 30 republikanische und 3 demokratische Politiker geoutet und es gibt noch Material über weitere Personen aus dem ganzen Land, welches noch nicht veröffentlicht wurde. Seiner Meinung nach hat das Ungleichgewicht in der Anzahl der von ihm geouteten Politikern zwischen den Parteien nichts mit seiner eigenen Sympathie für die Demokraten, sondern mit dem Phänomen zu tun, dass sich viele Schwule in ihrer Selbstverleugnung lieber im konservativen Mantel verstecken. Viele der Politiker haben dementiert, andere haben sich später öffentlich bekannt. Bis jetzt konnten seine Aussagen allerdings noch nie gerichtlich widerlegt werden. Nicht nur bei seinen meist konservativen Gegnern, die ihn mitunter als „Satan“, „Verbrecher“ und „Erpresser“ bezeichnen, stößt er auf negative Kritik, sondern auch in der LGBT-Community und ihren Organisationen ist sein Zwangsouting umstritten, wenn auch seine engen Kriterien am ehesten Zustimmung finden und von vielen als legitimes Kampfmittel gegen Heuchler gesehen wird.
Innerhalb der LGBT-Szene ist er durch seine Outings zu einer Art Star geworden und seine Arbeit ist ein Brennpunkt in der Diskussion über die Ethik von Outings. Wegen dieser berichteten seit 2004 wiederholt einige landesweit bedeutsame US-amerikanische und auch deutschsprachige Medien über ihn und seine Arbeit.
Ein geplantes Projekt ist die Gründung einer Organisation mit dem Namen The National Association of Lesbian and Gay Fundraisers, welche Schulungen, Trainings und Stipendien anbieten soll.